# Yang Sung-tae
Yang Sung-tae (hangeul : 양승태 ; hanja : 梁承泰), né le 26 janvier 1948, est un juriste sud-coréen et le 15e juge en chef de la Cour suprême de Corée.

## Biographie

### Jeunesse et éducation
Né à Busan, Yang obtient un LL. B. de l'université nationale de Séoul en 1970. Il commence sa carrière d'avocat en 1975 en tant que juge du tribunal de district civil de Séoul, puis a été juge dans plusieurs tribunaux nationaux. Il enseigne également comme professeur à l'Institut de recherche et de formation judiciaires. Il est ensuite nommé juge en chef du tribunal de district et du tribunal des brevets de Pusan.

### Carrière
Au cours de la crise financière asiatique de 1997, Yang, en tant que président principal de la chambre des faillites du tribunal du district central de Séoul, a ordonné la supervision judiciaire des entreprises en faillite sur la base de l'équité et de la transparence. En tant que vice-ministre de l'administration judiciaire nationale, il joue un rôle dans la réforme de la procédure pénale. En février 2005, il a été nommé juge à la Cour suprême et a servi jusqu'en février 2011. Le 25 septembre 2011, il est nommé 15e juge en chef de la Cour suprême de Corée. Le 24 septembre 2017, son mandat de juge en chef prend fin et un successeur est nommé par le président Moon Jae-in.

### Inculpations et arrestation
En septembre 2018, ses actions en tant que juge en chef faisaient l'objet d'une enquête par l'actuel juge en chef. Le 24 janvier, il est arrêté pour 40 chefs d'accusation, dont l'abus de son autorité en tant que juge dans le cadre du scandale politique qui a abouti à la destitution de Park Geun-hye, présidente de la Corée à l'époque où il était juge en chef.
Au lieu de Yang, un juge d'un tribunal de district est nommé juge en chef de la Cour suprême, et plusieurs poursuites civiles sont arrêtées dans le cadre du processus. Les actions de l'ancien chef de la justice ont accru le scepticisme quant à l'indépendance du pouvoir judiciaire.